# 현 위의 인생
현 위의 인생(邊走邊唱, Life On The String)은 일본에서 제작된 천카이거 감독의 1991년 드라마 영화이다. 종유언 리우 등이 주연으로 출연하였고 도널드 란보드 등이 제작에 참여하였다.

## 출연

### 주연
- 종유언 리우
- 황뢰
- 허청

### 조연
- 링 마

## 제작진
- 공동제작: 홍황
- 협력프로듀서: 하라 마사토